# Observatorio de Viena

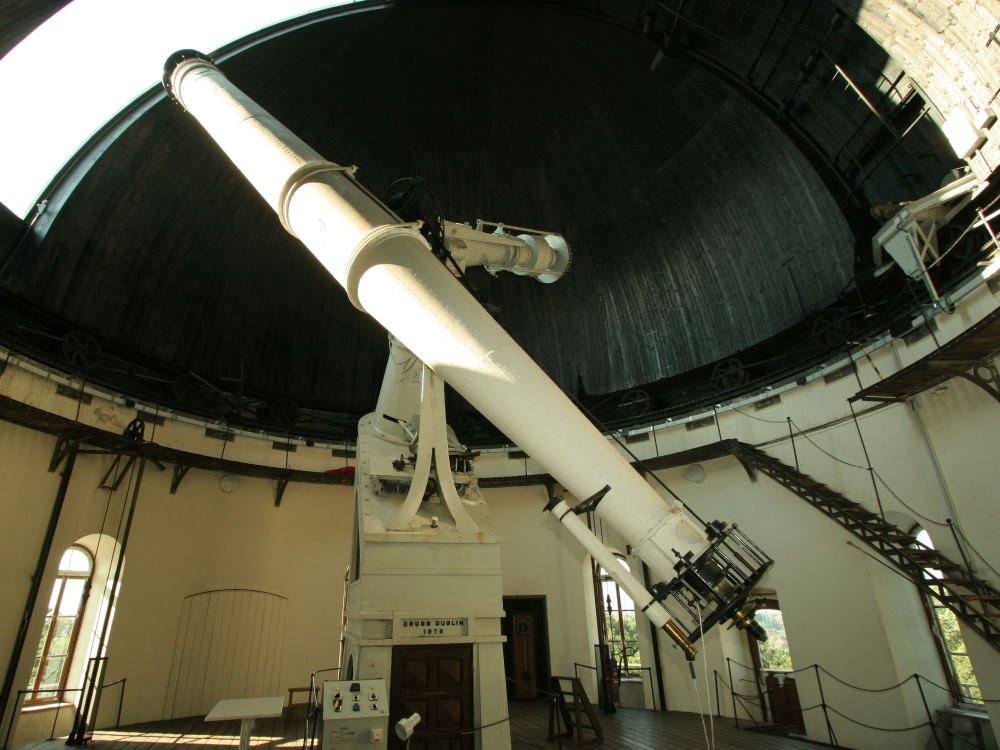
Telescopio refractor.

El Universitäts-Sternwarte Wien (en español: Observatorio de Viena) es un observatorio astronómico situado en la ciudad de Viena, Austria. El primer observatorio fue construido entre 1753 y 1754 en la azotea de uno de los edificios de la Universidad de Viena.
Un nuevo observatorio fue construido entre 1874 y 1879, siendo inaugurado por el Emperador Francisco José I de Austria. La cúpula principal alberga un telescopio refractor de un diámetro de 68 centímetros y una distancia focal de 10'5 metros. En ese momento fue el telescopio más grande del mundo.

## Directores
- Maximilian Hell, 1756–1792
- Franz de Paula Triesnecker, 1792–1817
- Joseph Johann von Littrow, 1819–1840
- Karl Ludwig von Littrow, 1842–1877
- Edmund Weiss, 1877–1908
- Kasimir Graff, 1928–1938
- Bruno Thüring, 1940–1945
- Kasimir Graff, 1945–1949
- Josef Hopmann, 1951–1962
- Josef Meurers, 1962–1979
- Karl Rakos, 1979–1981
- Werner Tscharnuter, 1981–1984
- Michel Breger, 1984–1986
- Paul Jackson, 1986–1994
- Michel Breger, 1994–2005
- Gerhard Hensler, 2006–